# Abric de la Consagració
L'abric de la Consagració forma part del conjunt arqueològic del Barranc del Capelló a Capellades (Anoia), declarat bé cultural d'interès nacional.
Fou descobert per Amador Romaní el 1909.
Forma part del conjunt arqueològic de la Cinglera del Capelló, on des de l'any 1983 es desenvolupa un projecte de recerca, que inclou jaciments com l'Abric Romaní, l'Abric Agut, la Balma dels Pinyons i la Balma de Can Manel. Tot i això, l'Abric de la Consagració, per les seves característiques morfogeològiques i el fet de no presentar una estructura clara d'abric o cova, no va patir cap intervenció arqueològica fins a l'any 1983. Aleshores sota la direcció d'Eudald Carbonell Roura i Rafael Mora Torcal i amb participació d'una associació cultural de Capellades es va projectar un passeig sobre la base del conjunt arqueològic de la Cinglera del Capelló que portà a la destrucció d'una part força important de la seva potència sedimentaria. Els treballs efectuats en aquesta zona tingueren un enfocament diferent, ja que la informació que s'havia d'extreure era bàsicament geoarqueològica per poder analitzar tota la seqüència que actualment es troba al descobert.

## Evolució geològica del jaciment
A la Cinglera del Capelló es poden documentar tres grans pulsacions que corresponen a períodes molt rics en circulació hídrica amb abundant carbonat càlcic. Cadascuna es correlaciona amb una cornisa fòssil. La I i la III actualment es troben destruïdes, encara que es pot intuir alguna forma. La plataforma II és l'única que en algun punt concret es pot observar en funcionament. Entre les fases II i III es localitzen les ocupacions paleolítiques de l'Abric de la Consagració.
Les cornises han estat erosionades, han caigut i gairebé no presenten bovades. Els materials sedimentaris s'acumulen al seu vessant i tenen un aspecte erosionat. En el Quaternari, alguns moviments gravitatoris o moviments relictes han provocat la caiguda de les cornises fins a prendre l'aspecte documentat a principis de segle.

## Descripció estratigràfica dels nivells arqueològics
S'hi ha documentat un total de 34 nivells que van des del 1.0 fins al 8.3 i dels quals, nou d'aquests estrats han estat reconeguts com a nivells arqueològics. Aquests nivells arqueològics corresponen a:
3.0: Correspon a un nivell arqueològic delimitat per carbons que apareixen en la part superior i inferior d'aquest. Conté fragments de travertí de gran mesura, nòduls calcítics estalamitzats. La seva matriu és llimosa i conté sorres gruixudes. La seva potència és de 30cm.
5.3: Conté sorres fines amb fragments de travertí cremat, crioclastes i calcites. Al marge esquerre hi apareixen fragments de crosta calcària. Es correspon a un nivell arqueològic en el que apareix un ascle calcària en secció. La potència és de 14 cm.
5.4: Matriu sorrenca amb fragments de travertí de petites dimensions, elements detrítics i algun còdol rodat de petites dimensions. Les cendres són menys intenses que en el nivell anterior i la potència de l'estrat és de 8 cm.
5.5: Nivell arqueològic que conté sorres gruixudes i fragments de travertí de dimensions mitjanes, a més a més d'elements detrítics de diferent composició. Hi aparegué una resta malacològica en una potència de 16 cm.
5.6: Correspon a un nivell arqueològic de matriu sorrenca amb fragments de travertí i nòduls calcaris. En secció està documentada una peça de sílex. La potència és de 19 cm.
6.3: Nivell arqueòlogic que presenta taques de carbó. Al marge esquerre hi apareixen cendres. Matriu sorrenca i presenta nòduls de dimensions mitjanes amb fragments de travertí cremat. La potència del nivell és de 11cm.
6.6: Nivell arqueològic amb abundants taques de carbó i restes òssies. Matriu argilosa amb nivells de travertí cremat i laminat. En la part nord està limitat per una crosta que al marge dret de la secció apareix molt marcada. La potència és de 20 cm.
8.1: en aquest nivell també s'hi ha documentat restes de fauna.

## Les troballes
Els únics materials que han estat documentats in situ són dues peces enregistrades en els nivells 5.3 i 5.4 i algunes restes òssies en el 8.1. El total de materials inventariats és de 31, molts dels quals provenen de les prospeccions sistemàtiques en el pendent o s'abocà el sediment. Els investigadors creuen que almenys, alguns dels nivells arqueològics pertanyen al Paleolític superior. Els materials lítics són escassos, i sense fer una afirmació rígida i des d'una perspectiva crono-cultural, els investigadors creuen que tals materials pertanyen a un mosterià evolucionat.